# Klein-Ruprechts
Klein-Ruprechts ist eine Ortschaft und als Kleinruprechts eine Katastralgemeinde der Gemeinde Waldenstein im Bezirk Gmünd in Niederösterreich mit 116 Einwohnern (Stand 1. Jänner 2024).

## Geografie
Das östlich der Landesstraße L69 und rechts des Elexenbaches liegende Dorf ist über die L8211 erreichbar. Der Ort ist nach Westen exponiert. Am 1. April 2020 umfasste die Ortschaft 46 Adressen.

## Geschichte
Laut Schweickhardt waren die Bewohner überwiegend Landbauern, die zumeist Korn anbauten, und ebenso Erdäpfel, Mohn und etwas Flachs. Beim Ort befand sich auch eine kleine Mühle. Im Jahr 1822 wurde der Ort als Dorf mit 21 Häusern genannt, das nach Waldenstein eingepfarrt war, wohin auch die Kinder eingeschult wurden. Die Herrschaft Kirchberg am Walde besaß die Ortsobrigkeit, übte die Landgerichtsbarkeit aus, besorgte die Konskription und hatte die Grundherrschaft inne.
Gemäß Adressbuch von Österreich waren im Jahr 1938 in Klein-Ruprechts ein Schneider und ein Versicherungsagent ansässig. Des Weiteren gab es hier eine Mühle und eine Ziegelei.

## Siedlungsentwicklung
Zum Jahreswechsel 1979/1980 befanden sich in der Katastralgemeinde Kleinruprechts insgesamt 35 Bauflächen mit 12.468 m² und 21 Gärten auf 20.057 m² und auch 1989/1990 waren es 35 Bauflächen. 1999/2000 war die Zahl der Bauflächen auf 127 angewachsen und 2009/2010 waren es 68 Gebäude auf 134 Bauflächen.

## Landwirtschaft
Die Katastralgemeinde ist landwirtschaftlich geprägt. 142 Hektar wurden zum Jahreswechsel 1979/1980 landwirtschaftlich genutzt und 32 Hektar waren forstwirtschaftlich geführte Waldflächen. 1999/2000 wurde auf 136 Hektar Landwirtschaft betrieben und 36 Hektar waren als forstwirtschaftlich genutzte Flächen ausgewiesen. Ende 2018 waren 132 Hektar als landwirtschaftliche Flächen genutzt und Forstwirtschaft wurde auf 36 Hektar betrieben. Die durchschnittliche Bodenklimazahl von Kleinruprechts beträgt 23,4 (Stand 2010).